# Juncus saximontanus
Juncus saximontanus là một loài thực vật có hoa trong họ Juncaceae. Loài này được A.Nelson mô tả khoa học đầu tiên năm 1902.